# 银滩路街道
银滩路街道，是中华人民共和国甘肃省兰州市安宁区下辖的一个乡镇级行政单位。

## 行政区划
银滩路街道下辖以下地区：
农大社区、石磊庄社区、葛家巷道社区、乱庄社区、上庄社区、前庄社区、宝兴庄社区、李家庄社区和银滩路社区。